# Jaylen Barron
Jaylen Madison Barron (* 3. März 1998 in Nevada) ist eine US-amerikanische Schauspielerin, die auch als Model in Print- oder Fernsehwerbungen eingesetzt wird. Sie erlangte unter anderem durch ihre Rolle der Mary Barnes in See Dad Run und der Lauren Dabney in Meine Schwester Charlie internationale Bekanntheit.

## Leben
Jaylen Barron arbeitete, bis sie elf Jahre alt war, vorwiegend als Model. Danach zog die Familie nach Hollywood um. Während ihrer Zeit in Nevada arbeitete Barron ab 2002 als Model, ab 2006 konzentrierte sie sich auf die Schauspielerei. Dabei trat sie auch in diversen lokalen Theaterproduktionen in Erscheinung, oftmals in der Hauptrolle. Ihren Durchbruch hatte sie 2012. In diesem Jahr hatte sie kurze Gastauftritte in jeweils einer Episode der beiden Serien Bones – Die Knochenjägerin und Shake It Up – Tanzen ist alles und übernahm die wiederkehrende Rolle der Mary Barnes in der Nickelodeon-Jugend-Sitcom See Dad Run, in der sie bis 2013 in acht verschiedenen Episoden zu sehen war.
In diesem Jahr wurde sie auch bei den Young Artist Awards 2013 für ihr Engagement in Bones – Die Knochenjägerin für einen Young Artist Award in der Kategorie „Beste Gastdarstellerin in einer Fernsehserie – zwischen 14 und 16 Jahren“ nominiert. Weiters wurde sie auch für ihre Rolle der Mary Barnes in See Dad Run in der Kategorie „Beste wiederkehrende Schauspielerin in einer Fernsehserie“ nominiert. Des Weiteren schaffte es Barron in diesem Jahr in den erweiterten Cast der Disney-Channel-Serie Meine Schwester Charlie, in der sie in der vierten und damit letzten Staffel in insgesamt fünf Episoden als Lauren Dabney zu sehen war. Dort trat sie als Enkeltochter von Mrs. Estelle Dabney (gespielt von Patricia Belcher) und als spätere Freundin des Hauptdarstellers Gabriel „Gabe“ Duncan (Bradley Steven Perry) in Erscheinung und wurde für diese Rolle bei den Young Artist Awards 2014 für einen Young Artist Award in der Kategorie „Bester wiederkehrender Schauspieler in einer Fernsehserie“ nominiert. Auch im nachfolgenden Jahr wurde sie für einen YAA nominiert, diesmal in der Kategorie „Bester wiederkehrender Schauspieler in einer Fernsehserie – zwischen 17 und 21 Jahren“. Ab Herbst 2015 drehte sie insgesamt 14 Folgen der sechsten und siebenten Staffel von Shameless. Staffel 6 wurde ab Januar 2016 ausgestrahlt.
Bei den deutschsprachigen Synchronfassungen der Produktionen, an denen sie bisher mitgewirkt hatte, wurde ihr die Stimme von diversen Synchronsprecherinnen geliehen. So war in der einen Folge von Bones – Die Knochenjägerin Giovanna Winterfeldt die deutsche Stimme Barrons, während ihr in See Dad Run Sarah Alles die deutsche Stimme lieh. In der Serie Meine Schwester Charlie sprachen zwei verschiedene Synchronsprecherinnen für sie: Felicitas Bauer und Sarah Tkotsch.
Ihre jüngere Schwester Sofia Mary spielte ebenfalls in einer Episode von See Dad Run mit.

## Filmografie
- 2012: Bones – Die Knochenjägerin (Bones) (Fernsehserie, 1 Episode)
- 2012: Shake It Up – Tanzen ist alles (Shake It Up) (Fernsehserie, 1 Episode)
- 2012–2013: See Dad Run (Fernsehserie, 8 Episoden)
- 2013–2014: Meine Schwester Charlie (Good Luck Charlie) (Fernsehserie, 5 Episoden)
- 2016: Shameless (Fernsehserie, Staffel 6–7, 14 Episoden)
- 2017–2018: Zoe und Raven (Fernsehserie, Staffel 1–2)
- 2018: Zoe und Raven (Fernsehserie, 2. Staffel, Netflix original)
- 2018: Zoe und Raven (Free Rein – The 12 Neighs Of Christmas, Netflix original)
- 2018: Zoe und Raven (Free Rein – Valentinsday, Netflix original)
- 2020: 9-1-1: Notruf L.A. (9-1-1) (Fernsehserie, Staffel 4 Episode 2)

## Nominierungen

### Young Artist Awards
- 2013: „Beste Gastdarstellerin in einer Fernsehserie – zwischen 14 und 16 Jahren“ (für Bones – Die Knochenjägerin)[1], „Beste wiederkehrende Schauspielerin in einer Fernsehserie“ (für See Dad Run)[1]
- 2014: „Beste wiederkehrende Schauspielerin in einer Fernsehserie“ (für Meine Schwester Charlie)[2]
- 2015: „Beste wiederkehrende Schauspielerin in einer Fernsehserie – zwischen 17 und 21 Jahren“ (für Meine Schwester Charlie)[3]